# Œuf amniotique
Pour les articles homonymes, voir Œuf.
 (décembre 2016).
Améliorez-le ou discutez des points à vérifier. 

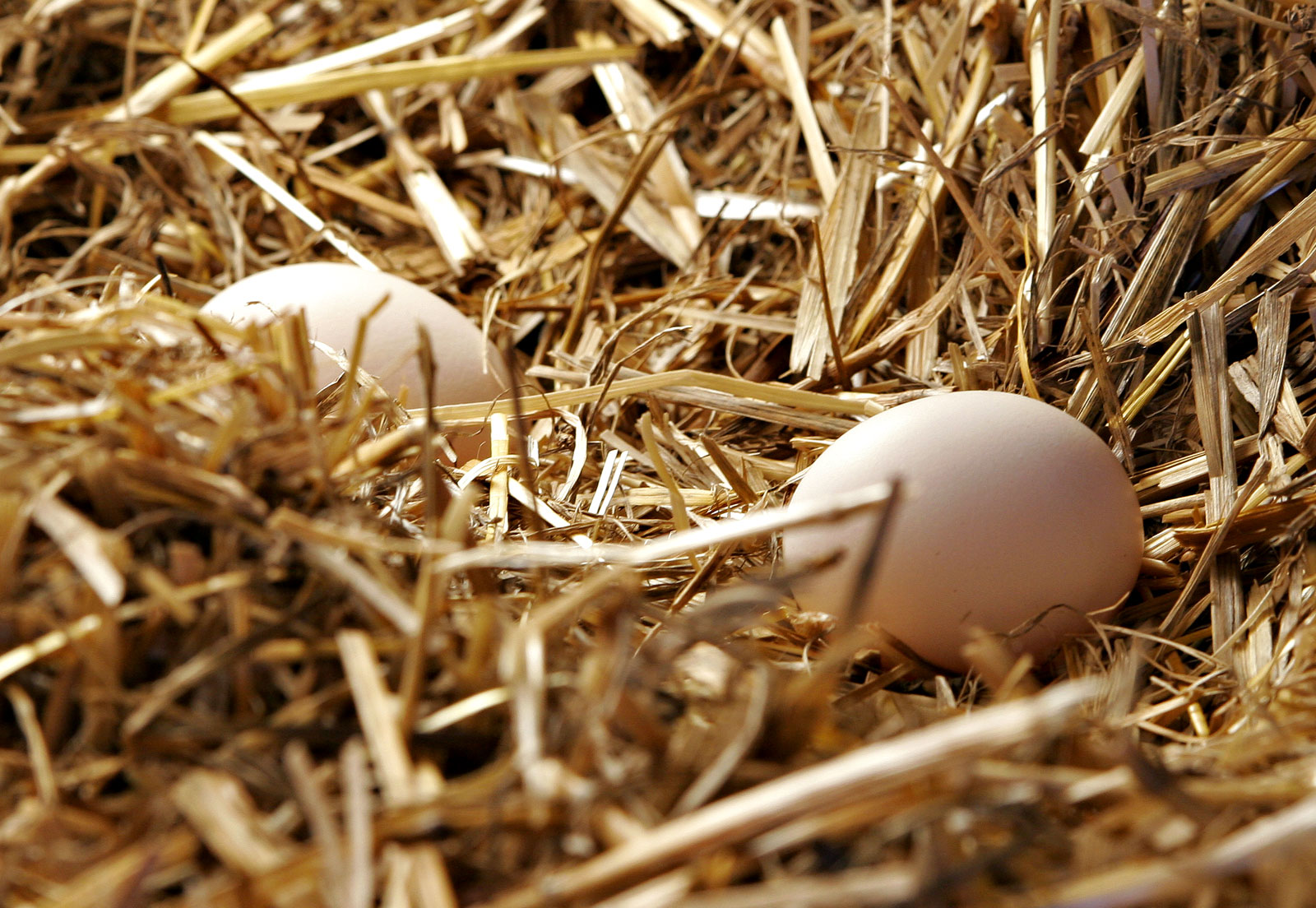
Deux œufs dans un nid

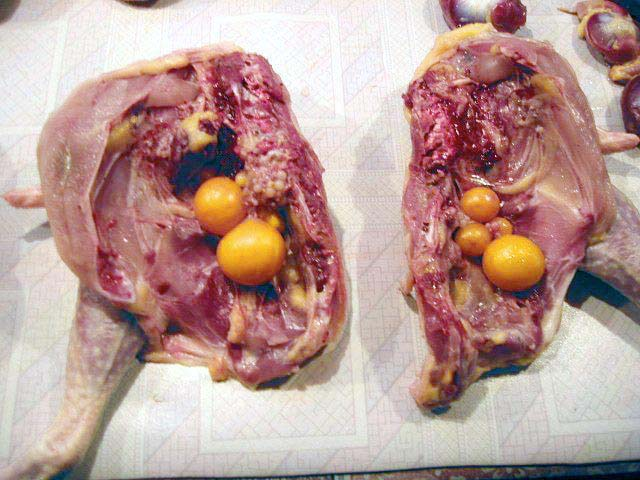
Conception des œufs dans une poule

Dans la reproduction sexuée, l’œuf est le premier stade de la vie d'un individu. C'est une cellule issue de la fécondation d'un ovule, c'est-à-dire, issue de la fusion avec un gamète mâle (un spermatozoïde pour les animaux). Cette cellule se développera par divisions successives pour former l'embryon.
À l'origine, et toujours dans le langage courant, on appelait « œuf » l'ensemble formé de l'organisme qui se développe avant la naissance et de son entourage protecteur. En effet, chez les oiseaux, les reptiles et les monotrèmes, l'œuf est entouré d'une coquille, dure ou flexible selon l'espèce. Les œufs de reptiles, en particulier ceux à coquille souple, absorbent plus facilement l'eau que les œufs d'oiseaux. Le revêtement intérieur de la coquille est tapissé de vaisseaux sanguins (provenant de l'allantochorion) permettant à l'embryon de respirer à travers les pores de la coquille. Les œufs à partir desquels se développent les oiseaux sont dits « télolécithes » tandis que les œufs à l'origine des mammifères placentaires sont dits « alécithes » (voir les types d’œufs au cours du développement).
L’œuf est une cellule unique, qui se distingue des autres par sa taille, très souvent non microscopique.
Les animaux qui pondent des œufs avant leur éclosion sont appelés ovipares. Chez d'autres animaux, l'œuf éclot dans la matrice, avant la ponte, on parle alors d'ovovivipares. On a longtemps supposé que certaines espèces de reptiles étaient ovovivipares, c'est-à-dire que leurs œufs restent dans les voies internes des femelles durant leur développement. Ces espèces sont cependant considérées aujourd’hui comme vivipares puisqu’il existe un vrai placenta dans les oviductes de la femelle.

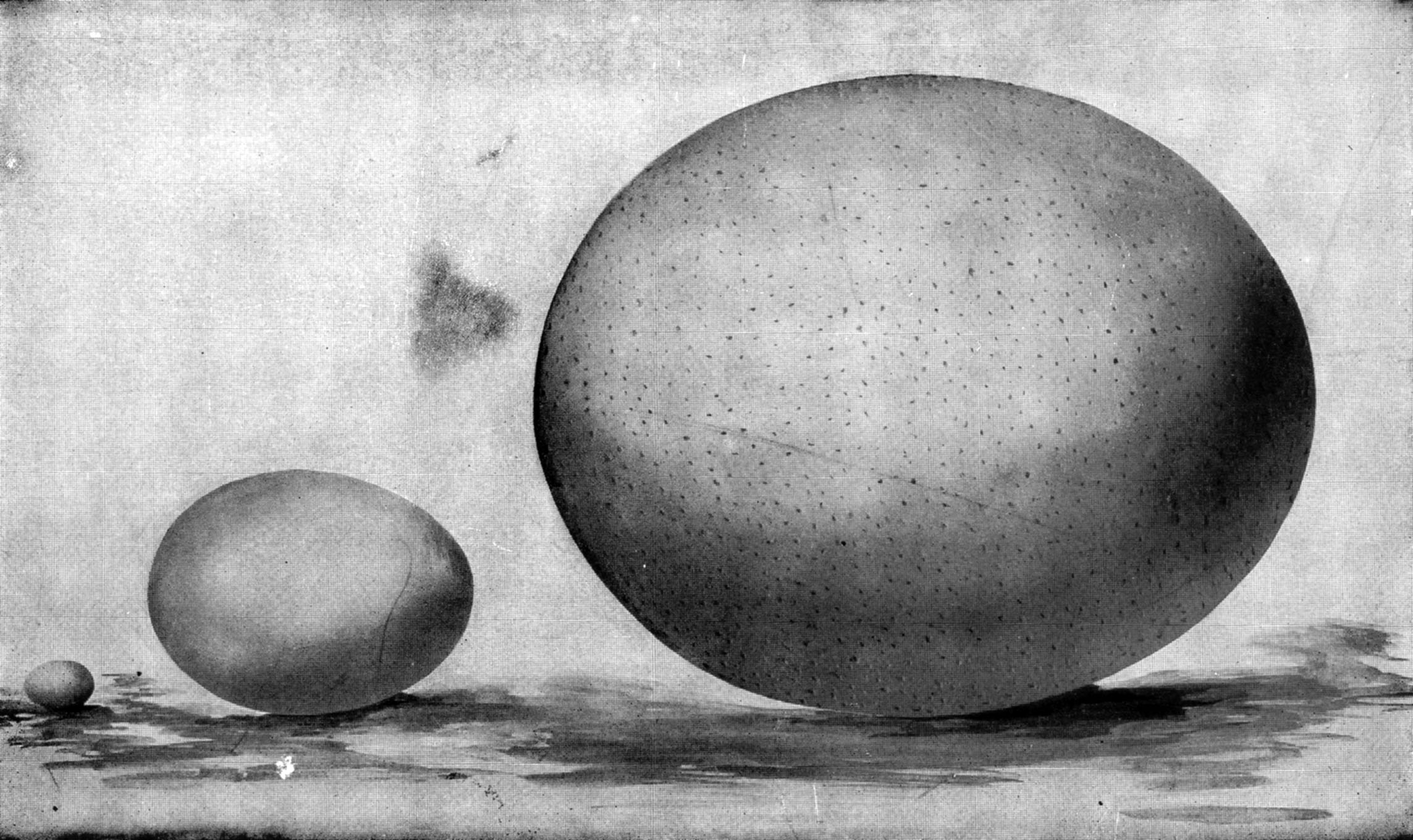
Comparaison de la taille entre œufs de oiseaux-mouches, poule domestique et d'autruche

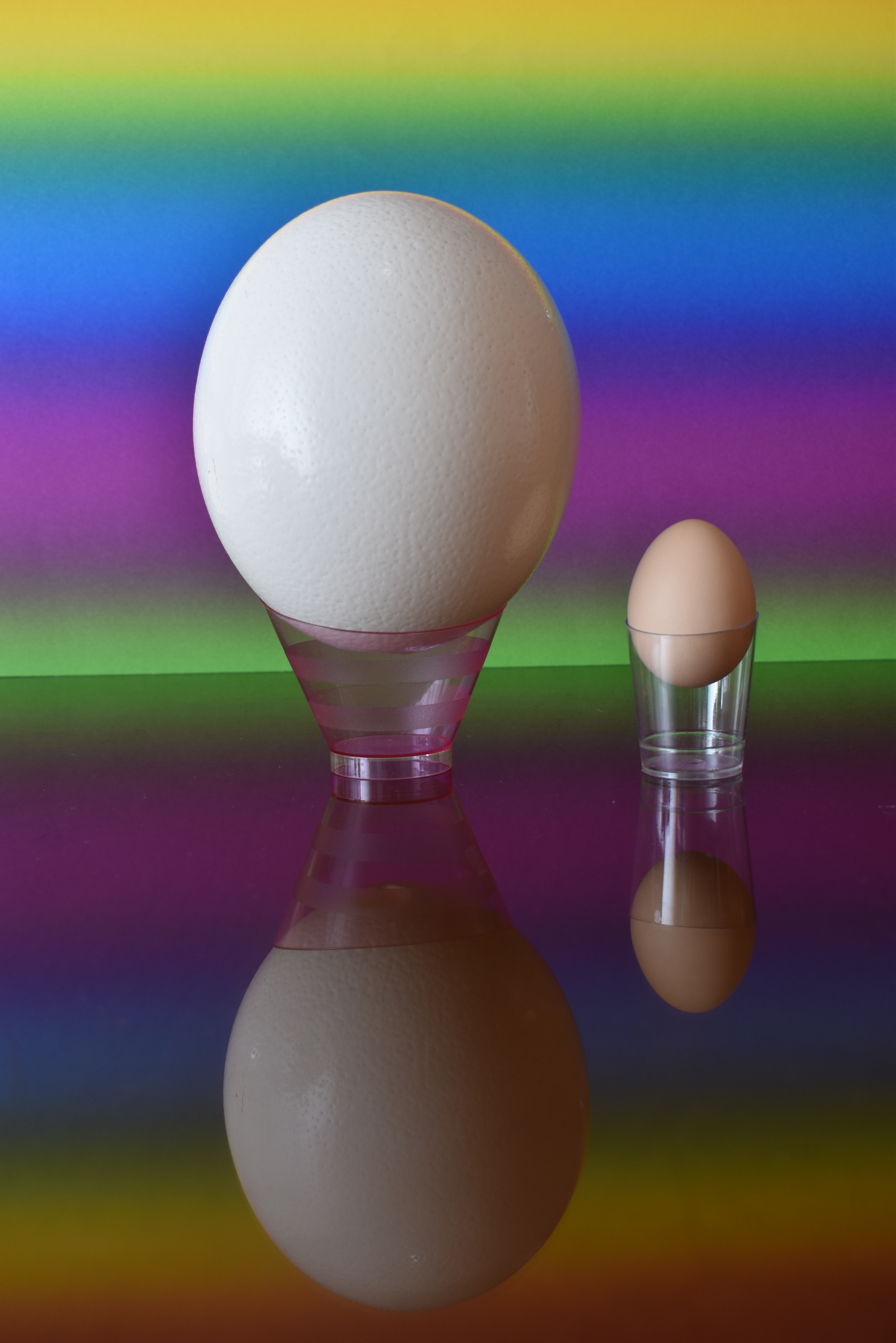
œuf d'autruche et œuf de poule.

## Œufs amniotiques des sauropsides
Les œufs à coquille des sauropsides sont appelés « œufs amniotiques ». La coquille les protège et maintient l'humidité du contenu en supplément d'une annexe embryonnaire spécifique appelée amnios.
Les monotrèmes (seuls mammifères ovipares) ne sont pas des sauropsides mais ce sont des amniotes. Leurs œufs répondent à la description ci-après.
| Anatomie de l'œuf | 1. Coquille calcaire 2. Membrane coquillière externe 3. Membrane coquillière interne 4. Chalaze 5. Blanc d'œuf (ou albumen) externe (fluide) 6. Blanc d'œuf (ou albumen) intermédiaire (visqueux) 7. Peau du jaune d'œuf 8. Jaune d'œuf (ou vitellus) formé 9. Point blanc puis embryon 10. Jaune d'œuf (ou vitellus) jaune 11. Jaune d'œuf (ou vitellus) blanc 12. Blanc d'œuf (ou albumen) interne (fluide) 13. Chalaze 14. Chambre à air 15. Cuticule |

Dans le cas des œufs à coquille dure, le carbonate de calcium (calcaire) est le principal constituant de la coquille.
L'œuf d'autruche est le plus gros œuf à coquille d'animal vivant, et celui du colibri d'Hélène, le plus petit.

### Coquille
La coquille formée par des cristaux de carbonate de calcium est poreuse : 10 000 pores sur un œuf de poule avec 6 g de calcium) ce qui permet de faire passer les gaz respiratoires mais induit des pertes d'eau, ce qui est compensé par la présence de l'amnios, la couvaison ou l'enfouissement des œufs dans le sol ou dans un nid.
Les oiseaux sont les seuls animaux à pondre des œufs tachetés. Plusieurs fonctions ont été attribuées à cette pigmentation, comme le camouflage aux yeux des prédateurs. Toutefois, on rencontre cette pigmentation même chez les oiseaux dont les œufs sont entièrement cachés au sein des nids.
Selon Andrew Gosler et ses collègues (de l'Institut d'ornithologie Edward Grey, à Oxford), ces taches joueraient un rôle dans la robustesse des coquilles. En effet, en étudiant des populations de mésanges charbonnières, dans des régions où les ressources en calcium varient, ils ont établi une relation entre les taches et l'épaisseur de la coquille des œufs. Ainsi, l'épaisseur est généralement plus faible aux endroits montrant les taches les plus sombres, mais les œufs pondus dans des environnements riches en calcium sont moins tachés que ceux des zones où cette ressource est peu disponible.
Ces taches sont constituées de protoporphyrines, des molécules produites lors de la synthèse de l'hème (un composant de l'hémoglobine). Or, cette molécule pourrait, dans une certaine mesure, jouer un rôle dans la structure de la coquille. En effet, la protoporphyrine renvoie les infrarouges, évitant des pertes en eau. Elle montre également une structure proche des lubrifiants solides (comme le graphite), permettant une meilleure absorption des chocs.
Pour les oiseaux, ces taches pourraient également donner un indice sur le degré de fragilité des œufs, notamment en exposant les zones fragiles.
Les œufs roux, comme ceux de la poule Marans, doivent leur couleur à la protoporphyrine. La biliverdine (dérivé de la bile) donne, pour sa part, des coquilles bleu-vert, comme ceux de la poule Araucana.

### Structure de l'œuf

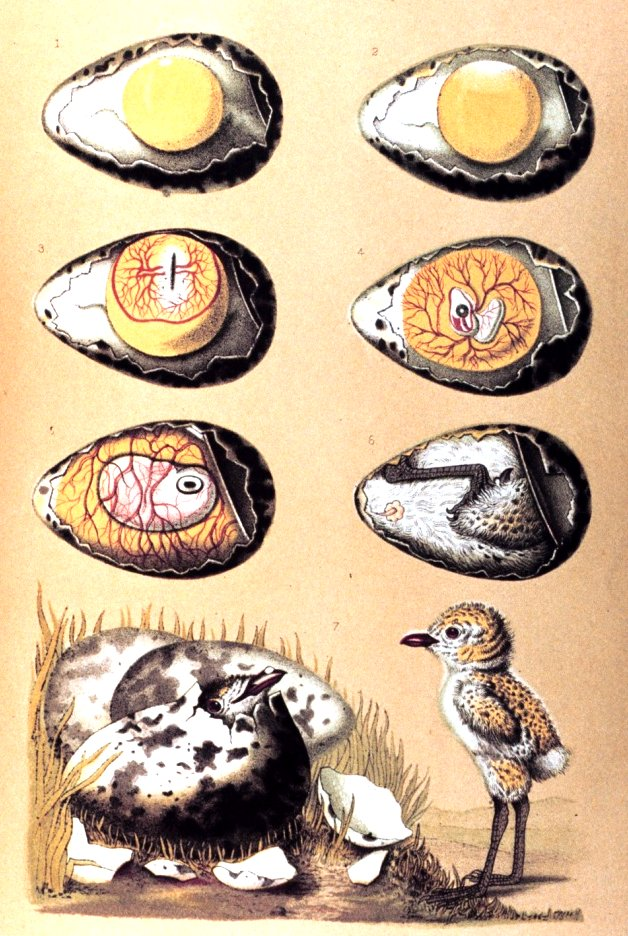
Croissance d'un embryon de poussin dans un œuf.

L'œuf est pondu même s'il ne rencontre pas de spermatozoïde dans le vagin. Si l'œuf est fécondé, le point blanc composé d'une cellule indifférenciée devient rouge lorsque l'embryon commence à se développer. L'embryon est relié au sac vitellin, très vascularisé, au moyen de la tige vitelline, riche en vaisseaux. L'albumen est une réserve d'aliment qui fournit des protéines et de l'eau à l'embryon, et protège celui-ci des micro-organismes (présence de lysozyme). L'embryon est entouré d'une poche appelée amnios, laquelle délimite la cavité amniotique, remplie du liquide amniotique. Ce sac protège et sert en même temps d'amortisseur à l'embryon. Les déchets azotés sont éliminés dans l'allantoïde, ou plutôt l'allantochorion, sous forme d'acide urique. L'allantochorion permet à l'embryon d'obtenir de l'oxygène et de rejeter le CO2 grâce à une paroi vascularisée et à un accolement à la coquille calcaire poreuse qui permet le passage des gaz. En dissolvant les sels de la coquille, il permet à l'embryon de construire ses os (calcification).
L'extrême solidité d'un œuf provient de la structure de sa coquille qui ne fait pourtant que 0,3 à 0,4 mm d'épaisseur. Trois facteurs expliquent cette propriété : la quantité de matériau (plus l'épaisseur baisse, plus la rigidité est réduite) ; le mode d'organisation des cristaux de calcite (lorsque l'inclinaison de ces cristaux par rapport à la surface de l'œuf baisse, le nombre de plans de clivage diminue et la solidité augmente) ; la forme ovoïde de la coquille. Lorsqu'on applique une pression en n'importe quel point d'une coquille, elle est supportée par un arc qui répartit les forces de pression le long de cet arc. « Résultat : pour enfoncer de deux millimètres le sommet d'une forme ovoïde deux fois plus haute que large, il faut une force sept fois plus importante environ que pour une coquille "plate", deux fois moins haute que large. Un ovoïde est également deux fois plus rigide qu'une sphère de volume comparable ».

### Incubation
Pour se développer, l'œuf a besoin d'une température minimale. L'œuf est donc incubé — ou couvé — chez de nombreuses espèces. Dans les zones équatoriales, certains œufs sont enterrés dans le sol, ou sous des tas de feuilles qui, en se décomposant dégagent une chaleur constante.
Chez certains boidae comme les pythonsContradiction !, la femelle couve littéralement ses œufs en s’enroulant autour de sa ponte : on constate alors une exceptionnelle élévation de la température de son corps.

### Éclosion
L'embryon, lorsque son développement est terminé, absorbe le reste de vitellus, l’albumen ayant déjà été consommé. Le petit commence par briser la poche d'air qui s'est constituée dans le bas de l'œuf. L'allantoïde, qui lui avait fourni de l'air, se déshydrate. Le nouveau-né rompt la coquille avec une structure nommée diamant — situé sur le bec pour les oiseaux et les tortues ou sur la mâchoire pour les serpents — en donnant des coups de tête. Cette opération peut lui prendre du temps : pour certaines espèces, les parents aident leurs petits au cours de cette opération. L'amnios et l'allantoïde restent dans la coquille. Le diamant tombe après quelques jours.

## Durée de l'incubation
Chez la plupart des espèces qui laissent le développement de leurs œufs aux conditions extérieures (insectes, poissons, amphibiens, reptiles…), la durée de ce développement n'est pas fixe comme chez les espèces homéothermes qui incubent leurs œufs (oiseaux, mammifères protothériens). Pour se développer les œufs des premiers ont besoin d'une certaine « quantité » de chaleur. Une valeur peut être calculée de façon à modéliser ce besoin, ce chiffre en unité degrés-jours prédit un nombre de jours et des températures auxquelles s'est déroulé le développement. Plus les températures sont basses, plus grande sera la durée entre la ponte et l'éclosion.

## Détermination du sexe par la température

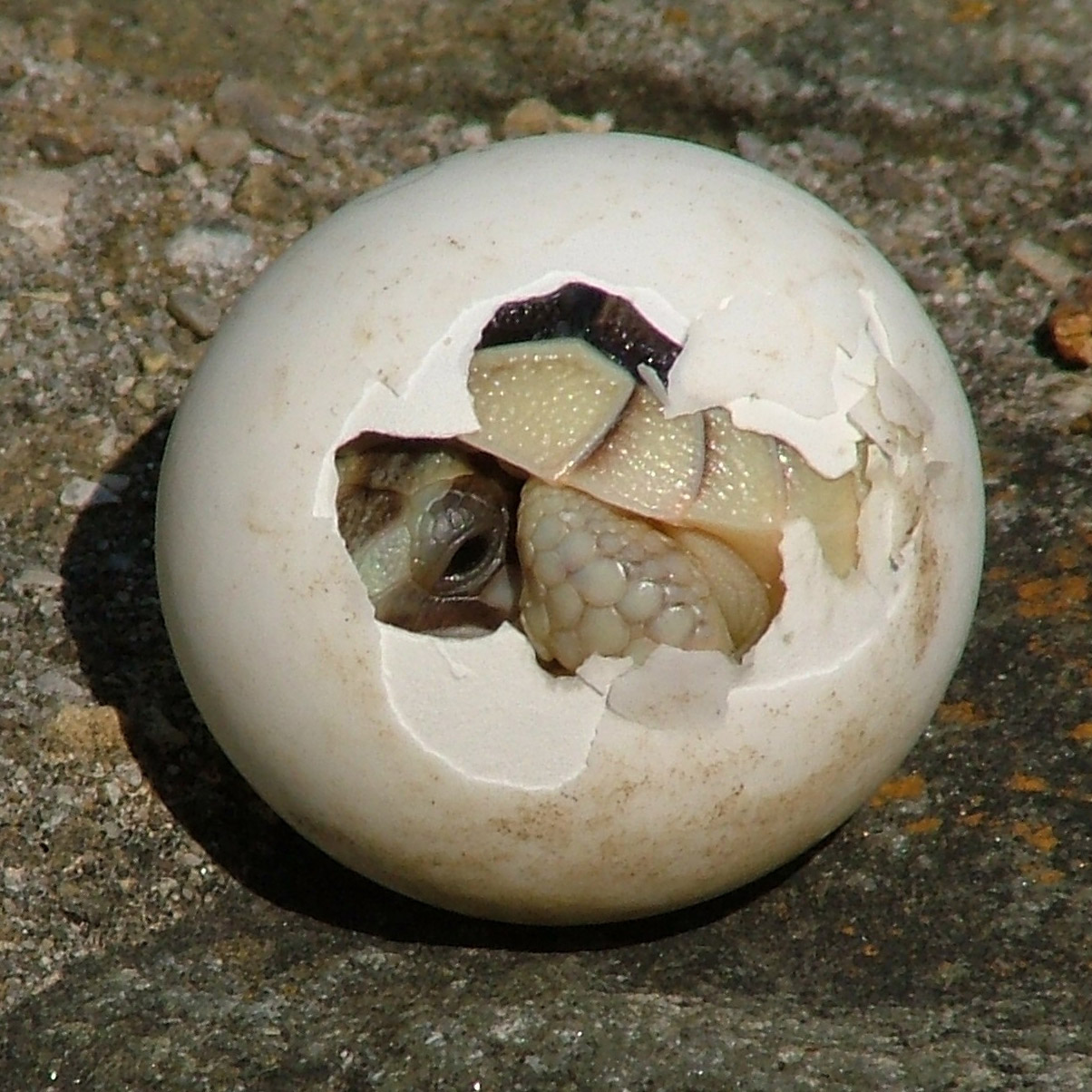
Éclosion d'un œuf de tortue

Pour certaines espèces, une caractéristique du développement embryonnaire est la détermination du sexe par la température à une période critique de l'incubation. Dans ce cas, cette détermination peut se faire avec un ou deux paliers de température.
Ce phénomène a été observé pour la première fois chez un reptile agame (un lézard) par Madeleine Charnier, qui travaillait au Sénégal, et publié en 1967. Mais les travaux les plus importants sur le sujet ont été effectués par Claude Pieau, chercheur au CNRS, qui a montré que, chez certaines tortues, la température d'incubation des œufs pouvait influer sur le sexe de ces animaux.
Ce phénomène, appelé « TSD » pour Temperature-Dependent Sex Determination, n'est pas opérationnel chez certaines espèces, et fonctionne avec un ou deux paliers de température chez d'autres. Claude Pieau a écrit plus d'une centaine d'articles scientifiques sur le sujet dont certains restent une référence.
Il ne faut pas confondre la détermination du sexe et la « différenciation » du sexe, cette dernière correspondant à l'ensemble des processus qui conduisent d'une gonade indifférenciée à une gonade mâle (testicule) ou femelle (ovaire). Cependant, alors que ces deux événements sont clairement distincts chez les espèces avec chromosomes sexuels, et pour lesquelles la température est sans effet, chez les espèces concernées par le phénomène en question, cette détermination du sexe par la température a lieu au début du développement de la gonade, et par conséquent la différenciation est concomitante à la détermination du sexe. Mais les deux concepts doivent être clairement différenciés.
Certaines tortues, les crocodiliens, les sphenodons et les mégapodiidés utilisent ce type de détermination.